# East West Bank Classic 1996
L'East West Bank Classic 1996 è stato un torneo di tennis giocato sul cemento.
È stata la 23ª edizione del torneo, che fa parte della categoria Tier II nell'ambito del WTA Tour 1996.
Si è giocato a Manhattan Beach vicino a Los Angeles negli Stati Uniti, dal 12 al 18 agosto 1996.

## Campionesse

### Singolare
Lindsay Davenport ha battuto in finale  Anke Huber con il punteggio di 6–2, 6–3

### Doppio
Lindsay Davenport /  Nataša Zvereva hanno battuto in finale  Amy Frazier /  Kimberly Po con il punteggio di 6–1, 6–4